# Rejo Binangun
Rejo Binangun is een bestuurslaag in het regentschap Mesuji van de provincie Lampung, Indonesië. Rejo Binangun telt 860 inwoners (volkstelling 2010).